# NDR 1 Niedersachsen
NDR 1 Niediersachsen est l'une des stations de radio de la NDR. Elle dessert le Land de Basse-Saxe ainsi que le Land de Brême.

## Histoire
C'est le 2 janvier 1981 que la NDR crée un programme radio pour le Land de Basse-Saxe sous le nom de NDR 1 Radio Niedersachsen. Le 13 mai 2001, la station prend son nom actuel.

## Programme
NDR 1 Niedersachsen est une radio avec une programmation régionale très écoutée dans le Land de Basse-Saxe. Sa programmation musicale est plutôt pop avec beaucoup de musiques de la scène allemande actuelle. Aujourd'hui, elle diffuse beaucoup plus de musiques pop internationales qui représentent près de 70 % de la programmation musicale de la station. Elle a la particularité d'avoir une grande partie de son temps d'antenne qui est parlé (30 %), ce qui est très élevé pour ce format de radio.
L'information régionale est un élément clé de NDR 1 Niedersachsen, qui propose des bulletins d'information en provenance des différentes régions de la Basse-Saxe toutes les demi-heures. Il y a cinq programmes d'informations régionales qui sont diffusés depuis les cinq studios locaux de la NDR à Oldenbourg, Osnabrück, Lüneburg, Brunswick et Hanovre. Mais il existe également des bulletins d'information pour l'ensemble de la Basse-Saxe qui sont, eux, diffusés toutes les heures.
En soirée, les programmes sont divisés en plusieurs thèmes, tout au long de la semaine : lundi : bas-allemand (langue régionale), mardi : livres et culture, mercredi : conseils et santé, jeudi : politique, vendredi : musique et people, samedi et dimanche : musique.
La station ne diffuse pas de publicités.